# Lluís III Gonzaga
Lluís III Gonzaga o Lluís III de Màntua (en italià: Ludovico III Gonzaga) (Màntua, Senyoriu de Màntua, 5 de juny de 1412 - Goito, Marquesat de Màntua, 12 de juny de 1478) fou un condottiero que va esdevenir 2n marquès de Màntua des de 1444 fins al 1478.

## Orígens familiars
Va néixer el 5 de juny de 1412 a la ciutat de Màntua sent el fill primogènit de Joan Francesc I Gonzaga i Paola Malatesta. Fou net per línia paterna de Francesc I Gonzaga i Margarida Malatesta, i per línia materna de Malatesta Malatesta.

## Núpcies i descendents
Es casà el 12 de novembre de 1437 a la catedral de Màntua amb Bàrbara de Brandenburg-Kulmbach (1422-1481) filla de Joan de Brandenburg-Kulmbach (membre de la Dinastia reial de Hohenzollern) i Bàrbara de Saxònia-Wittenberg, i neboda de Segimon I del Sacre Imperi Romanogermànic. D'aquesta unió nasqueren:
- Frederic I Gonzaga (1441-1484), marquès de Màntua
- Francesc Gonzaga (1444-1483), cardenal i Bisbe de Bressanone.
- Paula Blanca Gonzaga (1445-1447)
- Joan Francesc Gonzaga (1446-1496) es casà amb Antonia del Balzo.
- Rodolf Gonzaga (1452-1495) es casà amb Antònia Malatesta i després amb Caterina Pico della Mirandola.
- Lluís Gonzaga (1460-1511), bisbe de Màntua
- Susanna Gonzaga (1447-1481), religiosa clarissa a Sta Paola de Màntua
- Dorotea Gonzaga (1449-1467), casada el 1466 amb Galeàs Maria Sforza
- Cecília Gonzaga (1451-1472), religiosa a Santa Clara de Màntua.
- Bàrbara Gonzaga (1455-1505), casada amb Eberard I de Württemberg
- Paula Gonzaga (1463-1497) casada amb Leonard comte de Gorizia.
- Caterina Gonzaga (1434-1495 filla natural de Lluís III Gonzaga).
- Gabriela Gonzaga,(filla natural de Lluís III Gonzaga) casada amb Corrado Fogliani, marquès de Vighizzolo.

## Ascens al poder
A la mort del seu pare, ocorreguda el setembre de 1444, fou nomenat marquès de Màntua. Continuà la tradició familiar, servint com a condottiero pels Visconti de Milà l'any 1446, si bé l'any següent es posà al servei de la República de Venècia i la República de Florència contra Milà.
El 1450 fou nomenat cap d'un exèrcit d'Alfons el Magnànim a la Llombardia amb el propòsit principal de conquerir territoris per a si mateix, però Francesc I Sforza el va convèncer novament amb la promesa de les possessions de Lonato, Peschiera i Assola, antics territoris de Màntua que en aquells moments estaven sota control venecià. Venècia ràpidament saquejà Castiglione delle Stiviere i feu posà el germà de Lluís, Carles Gonzaga, en contra d'ell.
El 14 de juny de 1453 Lluís III vencé a les tropes de Carles a Goito, però les tropes venecianes sota la guia de Niccolò Piccinino van impedir qualsevol intent de reconquistar Assola. El Tractat de Lodi de 1454 va obligar a Lluís a restituir tots els territoris conquistats i a renunciar definitivament a les tres ciutats, revent a canvi les terres del seu germà a la mort d'aquest sense fills legítims el 1478.
El moment de màxim prestigi de Màntua va ser durant la realització del Concili de Màntua, celebrat a la ciutat des del 27 de maig de 1459 fins al 19 de gener de 1460, convocat pel papa Pius II per a llançar una croada contra els otomans, que havien conquistat Constantinoble uns anys abans. El 1460 Lluís va nomenar Andrea Mantegna artista de la cort i va cridar a Màntua a arquitectes del calibre de Lucca Fancelli i Leon Battista Alberti, iniciant una llinatge de col·leccionistes d'art que acabaria formant la col·lecció Gonzaga.
A partir de 1466 va estar més o menys de manera constant al servei dels Sforza de Milà.
Lluís III va morir a Goito el 12 de juny de 1478, durant una epidèmia de pesta, i fou sepultat posteriorment a la Catedral de Màntua.